# Double messieurs de tennis aux Jeux olympiques d'été de 1924
Cet article présente les résultats détaillés du double messieurs de l'édition 1924 des compétitions de tennis aux Jeux olympiques d'été qui est disputé du 13  au 21 juillet 1924.

## Résultats

### Finales
|               | Date     | Nom et lieu du tournoi      | Dot. | Surf.        | Vainqueur                         | Finaliste                      | Score                   |
| Finale        | 13/07/24 | Jeux Olympiques d'été Paris | 0 $  | Terre (ext.) | Francis Hunter · Vincent Richards | Jacques Brugnon · Henri Cochet | 4-6, 6-2, 6-3, 2-6, 6-3 |
| Petite finale | 13/07/24 | Jeux Olympiques d'été Paris | 0 $  | Terre (ext.) | Jean Borotra · René Lacoste       | Jack Condon Ivie Richardson    | 6-3, 10-8, 6-3          |